# Dilema del prisionero

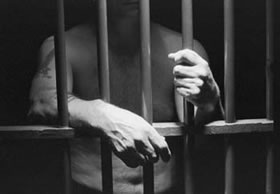
¿Cooperarán los dos prisioneros para minimizar la pérdida total de libertad o uno de ellos, confiando en la cooperación del otro, lo traicionará para quedar en libertad?

El dilema del prisionero es un problema fundamental de la teoría de juegos que muestra que dos personas pueden no cooperar incluso si ello va en contra del interés de ambas.
Fue desarrollado originariamente por Merrill M. Flood y Melvin Dresher mientras trabajaban en RAND en 1950. Albert W. Tucker formalizó el juego con la frase sobre las recompensas penitenciarias y le dio el nombre del "dilema del prisionero" (Poundstone, 1995).
Es un ejemplo de problema de suma no nula. Las técnicas de análisis de la teoría de juegos estándar, por ejemplo determinar el equilibrio de Nash, pueden llevar a cada jugador a escoger traicionar al otro, pero ambos jugadores obtendrían un resultado mejor si colaborasen. 
En el dilema del prisionero iterado, la cooperación puede obtenerse como un resultado de equilibrio. Aquí se juega repetidamente, por lo que, cuando se repite el juego, se ofrece a cada jugador la oportunidad de castigar al otro jugador por la no cooperación en juegos anteriores. Así, el incentivo para defraudar puede ser superado por la amenaza del castigo, lo que conduce a un resultado cooperativo.

## El dilema del prisionero clásico
La enunciación clásica del dilema del prisionero es:
La policía arresta a dos sospechosos. No hay pruebas suficientes para condenarlos y, tras haberlos separado, los visita a cada uno y les ofrece el mismo trato. Si uno confiesa y su cómplice no, el cómplice será condenado a la pena total, diez años, y el primero será liberado. Si uno calla y el cómplice confiesa, el primero recibirá esa pena y será el cómplice quien salga libre. Si ambos confiesan, ambos serán condenados a seis años. Si ambos lo niegan, todo lo que podrán hacer será encerrarlos durante un año por un cargo menor.
Lo que puede resumirse como:
|             | Tú confiesas                                | Tú lo niegas                                 |
| ----------- | ------------------------------------------- | -------------------------------------------- |
| Él confiesa | Ambos son condenados a 6 años.              | Tú eres condenado a 10 años y él sale libre. |
| Él lo niega | Él es condenado a 10 años y tú sales libre. | Ambos son condenados a 1 año.                |

Vamos a suponer que ambos prisioneros son completamente egoístas y su única meta es reducir su propia estancia en la cárcel. Como prisioneros tienen dos opciones: cooperar con su cómplice y permanecer callado, o traicionar a su cómplice y confesar. El resultado de cada elección depende de la elección del cómplice. Por desgracia, uno no conoce qué ha elegido hacer el otro. Incluso si pudiesen hablar entre sí, no podrían estar seguros de confiar mutuamente.
Si uno espera que el cómplice escoja cooperar con él y permanecer en silencio, la opción óptima para el primero sería confesar, lo que significaría que sería liberado inmediatamente, mientras el cómplice tendrá que cumplir una condena de 10 años. Si espera que su cómplice decida confesar, la mejor opción es confesar también, ya que al menos no recibirá la condena completa de 10 años, y solo tendrá que esperar 6, al igual que el cómplice. Y, sin embargo, si ambos decidiesen cooperar y permanecer en silencio, ambos serían liberados en solo 1 año.
Confesar es una estrategia dominante para ambos jugadores. Sea cual sea la elección del otro jugador, pueden reducir siempre su sentencia confesando. Por desgracia para los prisioneros, esto conduce a un resultado regular, en el que ambos confiesan y ambos reciben largas condenas. Aquí se encuentra el punto clave del dilema. El resultado de las interacciones individuales produce un resultado que no es óptimo —en el sentido de eficiencia de Pareto—; existe una situación tal que la utilidad de uno de los detenidos podría mejorar (incluso la de ambos) sin que esto implique un empeoramiento para el resto. En otras palabras, el resultado en el cual ambos detenidos no confiesan domina al resultado en el cual los dos eligen confesar.
Si se razona desde la perspectiva del interés óptimo del grupo (de los dos prisioneros), el resultado correcto sería que ambos lo negaran, ya que esto reduciría el tiempo total de condena del grupo a un total de dos años. Cualquier otra decisión sería peor para ambos si se consideran conjuntamente. A pesar de ello, si siguen sus propios intereses egoístas, cada uno de los dos prisioneros recibirá una sentencia dura.
Si has tenido una oportunidad para castigar al otro jugador por confesar, entonces un resultado cooperativo puede mantenerse. La forma iterada de este juego (mencionada más abajo) ofrece una oportunidad para este tipo de castigo. En ese juego, si el cómplice traiciona y confiesa una vez, se le puede castigar traicionándolo a la próxima. Así, el juego iterado ofrece una opción de castigo que está ausente en el modo clásico del juego.

## Matriz de pagos del dilema del prisionero

Un gráfico que muestra la utilidad de cada opción.

En el mismo artículo, Hofstadter también observó que la matriz de pagos del dilema del prisionero puede, de hecho, escribirse de múltiples formas, siempre que se adhiera al siguiente principio:
T > R > C > P
donde T es la tentación para traicionar (esto es, lo que obtienes cuando desertas y el otro jugador coopera); R es la recompensa por la cooperación mutua; C es el castigo por la deserción mutua; y P es la paga del primo (esto es, lo que obtienes cuando cooperas y el otro jugador deserta).
En el caso del dilema del prisionero, la fórmula se cumple: 0 > -1 > -6 > -10 (en negativo pues los números corresponden a años de cárcel).
Suele también cumplirse que (T + P)/2 < R, y esto se requiere en el caso iterado.
Las fórmulas anteriores aseguran que, independientemente de los números exactos en cada parte de la matriz de pagos, es siempre "mejor" para cada jugador desertar, haga lo que haga el otro.
Siguiendo este principio, y simplificando el dilema del prisionero al escenario del cambio de bolsas anterior (o a un juego de dos jugadores tipo Axelrod — ver más abajo), obtendremos la siguiente matriz de pagos canónica para el dilema del prisionero, esto es, la que se suele mostrar en la literatura sobre este tema:
|          | Cooperar | Desertar |
| -------- | -------- | -------- |
| Cooperar | 3, 3     | -5, 5    |
| Desertar | 5, -5    | -1, -1   |

En terminología "ganancia-ganancia" la tabla sería similar a esta:
|          | Cooperar                                 | Desertar                                 |
| -------- | ---------------------------------------- | ---------------------------------------- |
| Cooperar | ganancia - ganancia                      | pérdida sustancial - ganancia sustancial |
| Desertar | ganancia sustancial - pérdida sustancial | pérdida - pérdida                        |

## Criterio egoísta versus criterio del bien común en la matriz de resultados del dilema del prisionero
En el tratamiento del Dilema del Prisionero por lo general solo se considera una matriz con los resultados individuales o egoístas pero no con los resultados conjuntos o de bien común, esto es, la suma de los resultados individuales.
Podemos crear una matriz de resultados extendida:
| Prisionero A | Prisionero B | Prisionero A      | Prisionero B      | Ambos             |
| ------------ | ------------ | ----------------- | ----------------- | ----------------- |
| No Confesar  | No Confesar  | 1 año de cárcel   | 1 año de cárcel   | 2 años de cárcel  |
| No Confesar  | Confesar     | 10 años de cárcel | 0 años de cárcel  | 10 años de cárcel |
| Confesar     | No Confesar  | 0 años de cárcel  | 10 años de cárcel | 10 años de cárcel |
| Confesar     | Confesar     | 6 años de cárcel  | 6 años de cárcel  | 12 años de cárcel |

A partir de esta matriz de resultados podemos utilizar un criterio del resultado conjunto o del bien común que produce resultados diferentes a los obtenidos por el criterio de los resultados individuales o egoístas: La decisión que beneficia en forma conjunta a ambos participantes es No Confesar que resulta en un total de dos años de cárcel contra diez o doce años de cárcel con las otras decisiones.
Dos importantes corolarios de este criterio son los siguientes:
- La mejor decisión basada en el criterio individual o egoísta es opuesta a la decisión basada en el criterio conjunto o del bien común.

- La decisión conjunta o de bien común implica un costo individual real o de oportunidad.

Recordemos que el concepto de Costo de Oportunidad se refiere al beneficio que se deja de percibir que es diferente al desembolso de algo que se poseía.
En este caso, el costo individual de la decisión altruista o de bien común es de un año de cárcel en lugar de salir libre de manera inmediata.
Nótese que no se habla de la culpabilidad o inocencia reales de los presuntos criminales sino de la decisión de confesar o no hacerlo.
El efecto del cambio de criterio, del resultado individual o egoísta al resultado conjunto o del bien común, produce un cambio de 180° en el análisis del Dilema del Prisionero.
El más importante corolario de este dilema es que la única forma de ganar es con un cambio de valores: del egoísmo individual al altruismo del bien común. Este puede ser el juego de supervivencia del planeta: o la humanidad termina en la extinción o sobrevive gracias al respeto al otro. 
El instinto filial (amor padres-hijos) adquirido en el proceso evolutivo ha permitido la supervivencia de la especie humana, que de otra forma ya se hubiera extinguido debido a la incapacidad de los infantes humanos para sobrevivir sin la protección de sus padres o substitutos; tal incapacidad es mayor en los humanos que en ninguna otra especie animal. El problema es que no existe el tiempo para adquirir por evolución biológica un instinto social o de amor al otro. Parece que la única salida es adelantarse al proceso evolutivo con la toma de conciencia y el cambio propositivo de valores de los seres humanos.
La paradoja de todo lo anterior es que para lograr el beneficio individual es menester respetar el bien común. El egoísmo finalmente desemboca en la autodestrucción de la humanidad. Los mensajes éticos producto de la sabiduría humana, desde los albores del hombre, son vigentes.

### Crítica al imperativo del bien común como criterio de racionalidad cooperativa
Los teóricos de la teoría de juegos replican que esta objeción usual a su criterio de elección racional no es científica sino ética y deriva de un idealismo específico, ya que afirman nadie pretende desconocer que los resultados conjuntos son negativos en los casos como el del dilema del prisionero en tanto es evidente que la eficiencia social es mayor en caso de que las elecciones de los agentes fueran altruistas en vez de egoístas. Sin embargo, el argumento de la valoración del bien común en función del interés individual no disminuye el problema sino que lo acrecienta, puesto que en los casos como el del Dilema del Prisionero y análogos, los jugadores individuales enfrentan al aprovechamiento del beneficio conjunto de la cooperación con intereses encontrados: el interés de cada individuo es, por un lado, que todos los demás actúen en forma altruista, y por el otro, actuar en forma egoísta con respecto a todos los demás. De hecho, en todo juego basado en el conflicto de intereses, incluso un mayor altruismo general aumentará los beneficios de quien actúe en forma egoísta. Uno de los principales fundadores de la teoría de juegos, el matemático y economista Kenneth Binmore, resume lacónicamente su crítica afirmando que esta frecuente objeción no sería más que una repetición del imperativo moral kantiano:

En términos coloquiales, el imperativo categórico de Immanuel Kant establece que es racional hacer lo que te gustaría que todo el mundo hiciera. Si fuera cierto, sería racional cooperar en el Dilema del Prisionero. Pero hacerse ilusiones nunca es racional. Para mí, constituye una fuente constante de sorpresas que a Kant nunca se le hayan pedido cuentas por proponer un principio de racionalidad sin ofrecer ninguna razón para tomarlo en serio.

A pesar de esto se suele recordar que el dilema del prisionero es un caso específico en el que el equilibrio de Nash se opone directamente al equilibrio de Pareto, lo cual no sucede en la mayoría de las interacciones humanas que son cooperativas por interés propio, como es el caso del intercambio mediatizado por la propiedad y el mercado como fuera ejemplificado por Adam Smith, y otras formas de interacción con motivaciones individuales de los agentes sin las cuales habría sido imposible el surgimiento de relaciones sociales e incluso de marcos biológicos imprescindibles para ciertas especies:

Una generación entera de académicos se tragó el anzuelo de que el Dilema del Prisionero representa la esencia del problema de la cooperación entre humanos. Por consiguiente, se asignaron la tarea irrealizable de explicar las razones por las cuales la resolución en la teoría de juegos de la supuesta «paradoja de la racionalidad» es errónea [...]. Pero los expertos en teoría de juegos consideran que es totalmente falso que el Dilema del Prisionero capte lo fundamental de la cooperación humana. Por el contrario, representa una situación en la que los dados están cargados contra el surgimiento de cooperación tanto como fuera posible.

Por otra parte el altruismo necesario en aquellas situaciones en las que los intereses individuales se encuentran en conflicto, suele ser superado eficientemente –incluso sin una coerción que cambie exógenamente el origen de los beneficios de cooperar– cuando los jugadores poseen de antemano una moral no contractual que trasciende al interés general de los individuos y se dirige a hipóstasis colectivas o entidades sobrehumanas, esto es, que actúan de acuerdo a éticas de carácter religioso o cuasi religioso que son por sí mismas independientes de los resultados positivos del sacrificio altruista, cuyo carácter inintencional hace paradójicamente posible un beneficio conjunto en tanto permanezca como motivación secundaria.

## Ejemplos en la vida real
Estos ejemplos en concreto en los que intervienen prisioneros, intercambio de bolsas y cosas parecidas pueden parecer rebuscados, pero existen, de hecho, muchos ejemplos de interacciones humanas y de interacciones naturales en las que se obtiene la misma matriz de pagos. El dilema del prisionero es por ello de interés para ciencias sociales como economía, ciencia política y sociología, además de ciencias biológicas como la etología y la biología evolutiva.
En ciencia política, dentro del campo de las relaciones internacionales, el escenario del dilema del prisionero se usa a menudo para ilustrar el problema de dos estados involucrados en una carrera armamentística. Ambos razonarán que tienen dos opciones: o incrementar el gasto militar, o llegar a un acuerdo para reducir su armamento. Ninguno de los dos estados puede estar seguro de que el otro acatará el acuerdo; de este modo, ambos se inclinarán hacia la expansión militar. La ironía está en que ambos estados parecen actuar racionalmente, pero el resultado es completamente irracional.
Otro interesante ejemplo tiene que ver con un concepto conocido de las carreras en ciclismo, por ejemplo el Tour de Francia. Considérense dos ciclistas a mitad de carrera, con el pelotón a gran distancia. Los dos ciclistas trabajan a menudo conjuntamente (cooperación mutua) compartiendo la pesada carga de la posición delantera, donde no se pueden refugiar del viento. Si ninguno de los ciclistas hace un esfuerzo para permanecer delante, el pelotón les alcanzará rápidamente (deserción mutua). Un ejemplo visto a menudo es que un solo ciclista haga todo el trabajo (coopere), manteniendo a ambos lejos del pelotón. Al final, esto llevará probablemente a una victoria del segundo ciclista (desertor) que ha tenido una carrera fácil en la estela del primer corredor.
Un ejemplo adicional se puede observar en las intersecciones de dos vías por donde circulan autos y donde ninguna tiene una preferencia sobre la otra: si todos los conductores colaboran y hacen turnos para pasar, la pequeña espera se justifica por el beneficio de no generar una congestión en el medio. Si alguien no colabora y el resto sí, se beneficia el "no colaborador" generando un desorden en la secuencia de turnos que perjudica a los que estaban colaborando. Por último, cuando nadie quiere colaborar y tratan de pasar primero, se genera una gran congestión donde todos pierden mucho tiempo.
Por último, la conclusión teórica del dilema del prisionero es una razón por la cual, en muchos países, se prohíben los acuerdos judiciales. A menudo, se aplica precisamente el escenario del dilema del prisionero: está en el interés de ambos sospechosos el confesar y testificar contra el otro prisionero/sospechoso, incluso si ambos son inocentes del supuesto crimen. Se puede decir que, el peor caso se da cuando solo uno de ellos es culpable: no es probable que el inocente confiese, mientras que el culpable tenderá a confesar y testificar contra el inocente.

## El dilema del prisionero iterado
Robert Axelrod, en su libro La evolución de la cooperación: el dilema del prisionero y la teoría de juegos (1984), estudió una extensión al escenario clásico del dilema del prisionero que denominó dilema del prisionero iterado (DPI). Aquí, los participantes deben escoger una y otra vez su estrategia mutua, y tienen memoria de sus encuentros previos. Axelrod invitó a colegas académicos de todo el mundo a idear estrategias automatizadas para competir en un torneo de DPI. Los programas que participaron variaban ampliamente en la complejidad del algoritmo: hostilidad inicial, capacidad de perdón y similares.
Axelrod descubrió que cuando se repiten estos encuentros durante un largo periodo de tiempo con muchos jugadores, cada uno con distintas estrategias, las estrategias "egoístas" tendían a ser peores a largo plazo, mientras que las estrategias "altruistas" eran mejores, juzgándolas únicamente con respecto al interés propio. Usó esto para mostrar un posible mecanismo que explicase lo que antes había sido un difícil punto en la teoría de la evolución: ¿cómo puede evolucionar un comportamiento altruista desde mecanismos puramente egoístas en la selección natural?
Se descubrió que la mejor estrategia determinista era el Toma y daca (tit for tat, "Donde las dan, las toman"), que fue desarrollada y presentada en el torneo por Anatol Rapoport. Era el más simple de todos los programas presentados, conteniendo únicamente cuatro líneas de BASIC, y fue el que ganó el concurso. La estrategia consiste simplemente en cooperar en la primera iteración del juego, y después de eso elegir lo que el oponente eligió la ronda anterior. Una estrategia ligeramente mejor es "tit for tat con capacidad de perdón". Cuando el jugador B deserta, en la siguiente ronda el jugador A coopera a veces de todos modos con una pequeña probabilidad (del 1 % al 5 %). Esto permite la recuperación ocasional de quedarse encerrado en un círculo de deserciones. La probabilidad exacta depende de la alineación de los oponentes. "Toma y daca con capacidad de perdón" es la mejor estrategia cuando se introducen problemas de comunicación en el juego. Esto significa que a veces la jugada de un jugador se transmite incorrectamente a su oponente: A coopera pero B cree que ha desertado.
Toma y daca funcionaba, mantenía Axelrod, por dos motivos. El primero es que es "amable", esto es, comienza cooperando y solo deserta como respuesta a la deserción de otro jugador, así que nunca es el responsable de iniciar un ciclo de deserciones mutuas. El segundo es que se le puede provocar, al responder siempre a lo que hace el otro jugador. Castiga inmediatamente a otro jugador si este deserta, pero igualmente responde adecuadamente si cooperan de nuevo. Este comportamiento claro y directo significa que el otro jugador entiende fácilmente la lógica detrás de las acciones de Toma y daca, y puede por ello encontrar una forma de trabajar con él productivamente. No es una coincidencia que la mayoría de las estrategias que funcionaron peor en el torneo de Axelrod fueron las que no estaban diseñadas para responder a las elecciones de otros jugadores. Contra ese tipo de jugador, la mejor estrategia es desertar siempre, ya que nunca puedes asegurarte de establecer una cooperación mutua fiable.
Para el DPI, no siempre es correcto decir que una cierta estrategia es la mejor. Por ejemplo, considérese una población donde todo el mundo deserta siempre, excepto por un único individuo que sigue la estrategia Toma y daca. Este individuo tiene una pequeña desventaja porque pierde la primera ronda. En una población con un cierto porcentaje de individuos que siempre desertan y otros que siguen la estrategia Toma y daca, la estrategia óptima para un individuo depende del porcentaje, y de la duración del juego. Se han realizado simulaciones de poblaciones, donde mueren los individuos con puntuaciones bajas y se reproducen aquellos con puntuaciones altas. La mezcla de algoritmos en la población final depende de la mezcla en la población inicial.
Si un DPI va a ser iterado exactamente N veces, para alguna constante conocida N, hay otro dato interesante. El equilibrio de Nash es desertar siempre. Esto se prueba fácilmente por inducción: El jugador A puede desertar la última ronda, ya que B no tendrá oportunidad de castigarle. Por ello, ambos desertaran la última ronda. Entonces, A puede desertar la ronda anterior, ya que B desertará en la última sin importar lo que suceda. Y se continúa de este modo. Para que la cooperación siga siendo atractiva, el futuro debe ser indeterminado para ambos jugadores. Una solución consiste en hacer aleatorio el número total de rondas N.
Otro caso especial es "jugar eternamente" el dilema del prisionero. El juego se repite un número infinito de rondas, y la puntuación es la media (calculada apropiadamente).
El juego del dilema del prisionero es fundamental para entender ciertas teorías de cooperación y confianza humana. En la suposición de que las transacciones entre dos personas que requieran confianza pueden ser modelizadas por el dilema del prisionero, el comportamiento cooperativo en poblaciones puede ser modelado por una versión para varios jugadores e iterada del juego. Por ello ha fascinado a muchos estudiosos a lo largo de los años. Una estimación no demasiado actualizada (Grofman and Pool, 1975) sitúa el número de artículos dedicados al mismo sobre 2000.
En neurociencia cognitiva, se ha mostrado que las señales cerebrales rápidas que procesan la jugada de una ronda del DPI pueden también indicar la elección de la persona en la ronda siguiente. Las situaciones de cooperación mutua provocan cambios en la actividad neural cuya magnitud sirve para predecir qué tan rápido cooperará esa persona en el futuro inmediato. Estos cambios están reflejados en supresiones de actividad delta, la cual ha sido asociada al procesamiento motivacional y homeostático, posiblemente propiciando el atajo hacia la celda (C,C) del juego.

### Sociedades secretas en el dilema del prisionero iterado
En el vigésimo aniversario de la competición del dilema del prisionero iterado (2004), el equipo de la Universidad de Southampton ganó las primeras posiciones, venciendo entre los demás competidores a algoritmos modelo Toma y daca y sus derivados. La competición era de la variante del dilema del prisionero iterado con problemas de comunicación (esto es, algunas veces no se comunicaban bien los movimientos al otro jugador).
En esa edición, se presentaron 223 competidores, de los cuales 60 fueron inscritos por Southampton. Todos eran variantes de un mismo algoritmo, y en las primeras 5 a 10 iteraciones del dilema del prisionero utilizaban sus respuestas como "saludo secreto" para identificarse entre sí. Entonces, si identificaban al otro jugador como perteneciente a la "sociedad", algunos algoritmos estaban diseñados para sacrificarse colaborando siempre, de modo que los otros, traicionándolos siempre, pudiesen conseguir una puntuación máxima. Si no identificaban al otro algoritmo como perteneciente a la sociedad tras ver sus jugadas iniciales, todas las variantes le traicionaban siempre para bajar en lo posible su puntuación.
Esta estrategia, aunque de discutible correspondencia con el espíritu del juego, ya que requiere una comunicación inicial entre los participantes de la "sociedad" para decidir el formato del "saludo", se ajusta a las reglas de la competición. Siguiéndola, Southampton consiguió que tres de sus participantes ocupasen las tres primeras posiciones, a costa de que muchos de sus otros algoritmos estuviesen entre los de peor puntuación.

## Variantes
Existen algunas variantes del juego, con diferencias sutiles pero importantes en las matrices de pago, que se muestran a continuación:

### Gallina
Otro importante juego de suma no nula se llama "gallina". En este caso, si tu oponente deserta, te beneficias más si cooperas, y este es tu mejor resultado. La deserción mutua es el peor resultado posible (y por ello un equilibrio inestable), mientras que en el dilema del prisionero el peor resultado posible es la cooperación mientras el otro jugador deserta (así la deserción mutua es un equilibrio estable). En ambos juegos, la "cooperación mutua" es un equilibrio inestable.
Una matriz de pagos típica sería:
- Si ambos jugadores cooperan, cada uno obtiene +5.
- Si uno coopera y el otro deserta, el primero obtiene +1 y el otro +10.
- Si ambos desertan, cada uno obtiene -20.

Se llama "gallina" por el juego de carreras de coches. Dos jugadores corren el uno hacia el otro hacia una aparente colisión frontal: el primero en desviarse de la trayectoria es el gallina. Ambos jugadores evitan el choque (cooperan) o continúan con la trayectoria (desertan). Otro ejemplo se encuentra cuando dos granjeros usan el mismo sistema de irrigación en sus campos. El sistema puede ser mantenido adecuadamente por una persona, pero ambos granjeros se benefician de ello. Si un granjero no contribuye a su mantenimiento, sigue estando dentro del interés del otro granjero hacerlo, porque se beneficiará haga lo que haga el otro. Así, si un granjero puede establecerse como el desertor dominante —esto es, si su hábito se vuelve tan enraizado que el otro hace todo el trabajo de mantenimiento— seguramente continuará con ese comportamiento.

### Juego de confianza
Un juego de confianza comparte algunas similitudes con el dilema del prisionero. Sin embargo el juego de confianza implica un juego secuencial en que un jugador decide primero su nivel de confianza en el segundo jugador. A mayor confianza mayor es el pago que se genera para el segundo jugador, quien debe después decidir si corresponde la confianza con una decisión que es mutuamente benéfica para los dos.
Un ejemplo clásico es en el que 2 jugadores inician el juego con una dotación de $10 cada uno. El primer jugador debe decidir cuánto de sus $10 enviar al jugador 2. La cantidad enviada se triplica en el camino hacia el jugador 2. Una vez el jugador 2 recibe esa cantidad triplicada, debe decidir cuánto retornar al jugador 1. La cantidad retornada no se triplica. Claramente este juego en una sola ronda tiene un equilibrio de Nash de ($10,$10) en el que el jugador 2 debería quedarse con toda la cantidad recibida, y por tanto el jugador 1 no tiene incentivos a enviar dinero al jugador 2. El óptimo social de este juego se logra cuando el jugador envía toda su dotación al jugador 2 generando una suma total de pagos de 3x$10 + $10 = $40.
En términos de los pagos el juego de confianza tiene una estructura similar al dilema del prisionero, ya que la recompensa por la cooperación mutua es mayor que la otorgada por la deserción mutua. 
El juego de confianza repetido es potencialmente muy estable, ya que da la máxima recompensa a jugadores que establecen un hábito de confianza y cooperación mutua. A pesar de ello, existe el problema de que los jugadores no sean conscientes de que está en su interés cooperar, o que no anticipen la reciprocidad negativa del otro jugador erosionando la reputación, cooperación y confianza en el proceso.

### Amigo o enemigo
"Amigo o enemigo" (Friend or Foe) es un juego que se está emitiendo actualmente en el canal de cable y satélite estadounidense Game Show Network. Es un ejemplo del juego del dilema del prisionero probado en personas reales, pero en un entorno artificial. En el concurso, compiten tres pares de personas. Cuando cada pareja es eliminada, juegan a un juego del dilema del prisionero para determinar cómo se reparten sus ganancias. Si ambos cooperan ("amigo"), comparten sus beneficios al 50 %. Si uno coopera y el otro deserta ("enemigo"), el desertor se lleva todas las ganancias y el cooperador ninguna. Si ambos desertan, ninguno se lleva nada. Nótese que la matriz de pagos es ligeramente diferente de la estándar dada anteriormente, ya que los pagos de "ambos desertan" y el de "yo coopero y el otro deserta" son idénticos. Esto hace que "ambos desertan" sea un equilibrio neutral, comparado con el dilema del prisionero estándar. Si sabes que tu oponente va a votar "enemigo", entonces tu elección no afecta a tus ganancias. En cierto modo, "amigo o enemigo" se encuentra entre el dilema del prisionero y gallina.
La matriz de pagos es:
- Si ambos jugadores cooperan, cada uno obtiene +1.
- Si ambos desertan, cada uno obtiene 0.
- Si tú cooperas y el otro deserta, tú te llevas +0 y él +2.

"Amigo o enemigo" es útil para alguien que quiera hacer un análisis del dilema del prisionero aplicado a la vida real. Fíjese en que solo se puede jugar una vez, así que todos los conceptos que implican juegos repetidos no se presentan, y no se puede desarrollar la estrategia de la revancha.
En "amigo o enemigo", cada jugador puede hacer un comentario para convencer al otro de su amistad antes de hacer la decisión en secreto de cooperar o desertar. Un posible modo de "ganar al sistema" sería decir al rival: "Voy a escoger 'enemigo'. Si confías en que te dé la mitad de los beneficios después, escoge 'amigo'. De otro modo, nos iremos ambos sin nada." Una versión más egoísta de esto sería: "Voy a escoger 'enemigo'. Voy a darte X% y me quedaré con (100-X)% del premio total. Así que tómalo o déjalo, ambos nos llevamos algo o ninguno nos llevamos nada." Ahora el truco se encuentra en minimizar X de modo que el otro concursante siga escogiendo 'amigo'. Básicamente, debes conocer el umbral en el que los beneficios que obtiene viéndote no llevarte nada superan a los que obtiene simplemente llevándose el dinero que has ofrecido.
Este acercamiento no ha sido intentado en el juego: es posible que los jueces no lo permitiesen.

### La "tragedia de los comunes"
La llamada "tragedia de los comunes" (de los pastos comunales) es un caso de dilema de prisionero que involucra a muchos agentes y que parece referirse a situaciones reales. 
En la formulación que popularizó Garrett Harding, cada vecino de una comunidad campesina prefiere alimentar a su ganado en pastos comunales que en otros propios de peor calidad; si el número de vecinos que satisface esta preferencia supera cierto límite, los pastos comunes quedan esquilmados, y es a esto precisamente a lo que conduce la solución del juego. Para que algún vecino se beneficie de los pastos, otros deben pagar el coste de renunciar, o cada uno debe renunciar en parte; pero el equilibrio está en una situación donde cada quién utiliza los pastos sin preocuparse de los demás. 
Trasladando la situación al esquema de Hofstadter, cada vecino tiene aquí la tentación T de beneficiarse de los pastos sin pagar el coste; la recompensa R por la cooperación mutua consiste en negociar cuántos —o en cuanto— han de dejar de beneficiarse de los pastos comunes para conservar los pastos en buenas condiciones; el castigo C para todos porque cada uno ceda a la tentación es la ruina de los pastos; la paga del primo P es la de quien al no aprovecharse de los prados comunes, ha permitido que otros lo hagan. Estas posibilidades se combinan como en el dilema del prisionero bipersonal, haciendo que ante el riesgo de recibir la paga del primo todos cedan a la tentación de no cooperar y provoquen la situación de castigo. 
La misma estructura se puede aplicar a cualquier dinámica de agotamiento de recursos por sobreexplotación, y parece estar en el origen de la contaminación ambiental —donde una atmósfera no contaminada podría desempeñar el papel de los pastos comunes, y el automóvil privado el papel del ganado—. Se ha interpretado que evitar soluciones subóptimas como estas pasa por la privatización de los bienes de acceso público, limitando en función de la renta el número de personas que pueden caer en la tentación.
Para el filósofo inglés Derek Parfit los juegos que tienen más interés para estudiar la lógica del dilema del prisionero son los que dependen de la concurrencia de muchos agentes —como "la tragedia de los comunes"—, y no los juegos bipersonales o los juegos iterados: por un lado, la situación que los provoca no depende de pagos diseñados externamente —por un experimentador o una institución—, sino de la simple concurrencia de múltiples agentes; por otro, mientras más sean los participantes, más irracional es abandonar unilateralmente la solución subóptima que lleva a C —más improbables son los beneficios de no ceder a la tentación T—, y menos peso tienen las soluciones que se postulan en contextos artificiales de iteración. En suma, el gran número de participantes es para Parfit tanto causa como garantía de que la no cooperación sea una solución estable, y la hace permanente e inevitable (para agentes racionales que busquen satisfacer su propio interés).
Paula Casal afirma que la capacidad secular de las comunidades indígenas para mantener en buen estado los pastos comunes desmiente la inevitabilidad de C; "la educación, las costumbres, los consejos de ancianos u otras instituciones sociales" de esas comunidades serían las barreras que impiden que la tragedia se dé en ellas. Parece entonces que el dilema se supera gracias a la paradójica receta que admite Parfit: el propio interés prescribe que, para llegar a soluciones óptimas de Pareto estables, los individuos deben ser educados en teorías morales contrarias a la satisfacción del propio interés.